# Hard Sensation
Hard Sensation è un film del 1980, diretto da Joe D'Amato e scritto da Tom Salina (alias Luigi Montefiori).
Fa parte del cosiddetto "periodo esotico-erotico" di Joe D'Amato, costituito da una serie di film erotici-pornografici girati a Santo Domingo e contaminati con vari generi quali l'horror, l'exploitation, il sexploitation e il revenge movie.

## Trama
Due ragazze, figlie del padrone d'uno zuccherificio, partono con un'amica e l'insegnante Susan per una "vacanza-premio" sull'isola di Taumatoa, di proprietà del padre; là s'annoiano e iniziano ad avere rapporti saffici tra loro. 
 Improvvisamente, nella villa irrompono tre evasi, che uccidono i due marinai/guardie del corpo delle ragazze, il loro capo Bobo le violenta a turno, mentre Clyde, il "buono" dei tre, tenta inutilmente di farlo desistere: Bobo infatti lo costringe ad avere un rapporto sessuale con una ragazza, Corinne, e prende di mira soprattutto Susan, costringendola a più rapporti. 
 Clyde tenta di fare fuggire le ragazze, ma viene scoperto e ucciso. Le quattro allora ritentano la fuga, riuscendo a uccidere prima l'altro evaso e infine Bobo con una fucilata sparata da ognuna.

## Produzione
Il film fu girato a Santo Domingo contemporaneamente con Porno Holocaust e Sesso nero, spostandosi nelle varie località gli attori recitavano le battute di un film, si cambiavano i vestiti e recitarono le battute dell'altro film, e dopodiché cambiavano località.
Le parti hard della pellicola non sono numerose: qualche scena di lesbismo, alcune fellatio e pochi rapporti completi. Le sequenze hard furono girate da Mark Shanon, Annj Goren e Lucia Ramirez.